# Fremont (New Hampshire)
Pour les articles homonymes, voir Fremont.
Fremont est une municipalité américaine située dans le comté de Rockingham au New Hampshire. Selon le recensement de 2010, sa population est de 4 283 habitants.

## Géographie
La municipalité s'étend sur 17,39 milles carrés (45,04 km2), dont 0,28 milles carrés (0,73 km2) d'étendues d'eau.

## Histoire
Poplin devient une municipalité indépendante de Brentwood en 1764. En 1783, une partie de la municipalité rejoint Hawke. Poplin est renommée Fremont en 1854, en l'honneur de John C. Fremont.